# Joseph Arend
Joseph Arend (* 22. Juni 1885 in Kassel; † 6. März 1938 ebenda) war ein deutscher Politiker (SPD).

## Leben
Arend war der Sohn des Architekten Christian Friedrich Arend (1850–1925) und dessen Ehefrau Anna Agnes, geborene Henze (* 1854). Er heiratete am 8. Januar 1912 in Kassel Friederike Schneider (1892–1990).
Arend besuchte das Gymnasium und die Technikerschule und war danach als Bautechniker und Architekt bei verschiedenen Unternehmen und städtischen Bauämtern tätig. Zuletzt war er Leiter der Nebenstelle des Arbeitsamtes in Bad Wildungen. Von Dezember 1925 (als Nachrücker für Heinrich Kramer) bis 1929 gehörte er für die SPD der Waldecker Landesvertretung an. 1933 verlor der in Bad Wildungen lebende Arend seine Stelle als Leiter der Nebenstelle des Arbeitsamtes Bad Wildungen, wurde in "Schutzhaft" genommen und wegen abfälliger Bemerkungen bezüglich der nationalsozialistischen Bewegung in das KZ Breitenau gebracht. Dort war er vom 28. Juli 1933 bis zum 21. August 1933 inhaftiert.